# 高亨
高亨（1900年7月29日—1986年2月2日），又名晋生，初名仙翘，训诂学、先秦学术及中国古典文学专家，吉林省双阳县（今长春市双阳区）山嘴子人。

## 生平
1910年入私塾读书。1918年春考入吉林省立第一师范学校，1922年冬毕业。1923年春入北京弘达学院。同年秋考入北京师范大学。1924年秋考入北京大学。1925年秋改名高亨，考入清华学校研究院，1926年夏毕业。初任吉林省立法政专门学校教授兼第一师范学校教员。1929年任沈阳东北大学教育学院国文专修科教授。九一八事变后随东北大学来到北平市。之后历任河南大学、东北大学、武汉大学、齐鲁大学、西北大学和湘辉学院教授等。1953年起任山东大学教授，1957年起兼任中国科学院哲学研究所研究员。1967年调至北京市专门从事古代学术、古典文学研究工作。

## 学术贡献
高亨早年对训诂学颇有研究，曾写就《金石甲骨文字通笺》十四册，不幸在抗战时期亡失。中期致力于先秦诸子的研究，特别是《老子》一书。后期主要研究《周易》、《诗经》、《尚书》三部古经，其中对《周易》的研究成绩尤著。

## 著作
- . 开明书店. 1947.（中华书局1957年再版，1984年出版重订本）
- . 山东人民出版社. 1962.
- . 开明书店. 1943.
- . 科学出版社. 1958.
- . 五十年代出版社. 1956.
- . 中华书局. 1962.（与陆侃如、黄孝纾合写）
- . 中华书局. 1963.（与董治安合写）
- . 山东人民出版社. 1961.
- . 山东人民出版社. 1961.
- . 中华书局. 1974.
- . 清华大学出版社. 2004. ISBN 9787302086864.